# ليتل فولز (نيويورك)
ليتل فولز (بالإنجليزية: Little Falls (city), New York)‏ هي مدينة تقع في الولايات المتحدة في مقاطعة هيركايمر، نيويورك. يقدر عدد سكانها بـ 4,946 نسمة ومساحتها 10.3 كم2 وترتفع عن سطح البحر 128 متر.

## التركيبة السكانية
حدّد مكتب تعداد الولايات المتحدة بيانات التركيبة السكانية لليتل فولز في تعداد الولايات المتحدة. في ما يلي، التركيبة السكانية حسب تعدادي 2000 و2010.

### تعداد عام 2000
بلغ عدد سكان ليتل فولز 5,188 نسمة بحسب تعداد عام 2000، وبلغ عدد الأسر 2,339 أسرة وعدد العائلات 1,276 عائلة مقيمة في المدينة. في حين سجلت الكثافة السكانية 502.2 نسمة لكل كيلومتر مربع (1,300.7/ميل2). وبلغ عدد الوحدات السكنية 2,646 وحدة بمتوسط كثافة قدره 256.1 لكل كيلومتر مربع (663.3/ميل2).
وتوزع التركيب العرقي للمدينة بنسبة 97.78% من البيض و0.29% من الأمريكيين الأفارقة و0.33% من الأمريكيين الأصليين و0.58% من الأمريكيين ذوي الأصول الآسيوية و0.06% من الأعراق الأخرى و0.96% من عرقين مختلطين أو أكثر و0.54% من الهسبانيون أو اللاتينيون من أي عرق.
بلغ عدد الأسر 2,339 أسرة كانت نسبة 26.6% منها لديها أطفال تحت سن الثامنة عشر تعيش معهم، وبلغت نسبة الأزواج القاطنين مع بعضهم البعض 37.4% من أصل المجموع الكلي للأسر، ونسبة 12.5% من الأسر كان لديها معيلات من الإناث دون وجود شريك، بينما كانت نسبة 4.7% من الأسر لديها معيلون من الذكور دون وجود شريكة وكانت نسبة 45.4% من غير العائلات. تألفت نسبة 39.6% من أصل جميع الأسر من عدة أفراد يعيشون في نفس المنزل ونسبة 21.5% كانت تتألف من شخص يعيش بمفرده يبلغ من العمر 65 عاماً أو أكثر. وبلغ متوسط حجم الأسرة المعيشية 2.15، أما متوسط حجم العائلات فبلغ 2.86.
بلغ العمر الوسطي للسكان 42.2 عاماً. وكانت نسبة 21.8% من القاطنين تحت سن الثامنة عشر، وكانت نسبة 7.5% بين الثامنة عشر والرابعة والعشرين عاماً، ونسبة 24.4% كانت واقعةً في الفئة العمرية ما بين الخامسة والعشرين والرابعة والأربعين عاماً، ونسبة 21.2% كانت ما بين الخامسة والأربعين والرابعة والستين، ونسبة 22% كانت ضمن فئة الخامسة والستين عاماً فما فوق. يوجد لكل 100 أنثى 85.2 ذكر، ويوجد لكل 100 أنثى في الثامنة عشر من عمرها فما فوق 82.2 ذكر.
بلغ متوسط دخل الأسرة في المدينة 23,965 دولارًا، أما متوسط دخل العائلة فبلغ 34,583 دولارًا. وكان متوسط دخل الذكور 28,807 دولارًا مقابل 21,040 دولارًا للإناث. وسجل دخل الفرد الخاص بالمدينة 15,139 دولارًا. وكانت نسبة 9.3% من العائلات ونسبة 16.6% من السكان تحت خط الفقر، وكان من هؤلاء نسبة 17.9% تحت سن الثامنة عشر ونسبة 11.2% في الخامسة والستين من العمر وما فوق.

### تعداد عام 2010
بلغ عدد سكان ليتل فولز 4,946 نسمة بحسب تعداد عام 2010، وبلغ عدد الأسر 2,192 أسرة وعدد العائلات 1,170 عائلة مقيمة في المدينة. في حين سجلت الكثافة السكانية 478.8 نسمة لكل كيلومتر مربع (1,240.1/ميل2). وبلغ عدد الوحدات السكنية 2,665 وحدة بمتوسط كثافة قدره 258 لكل كيلومتر مربع (668.2/ميل2).
وتوزع التركيب العرقي للمدينة بنسبة 96.81% من البيض و0.63% من الأمريكيين الأفارقة و0.12% من الأمريكيين الأصليين و0.51% من الأمريكيين ذوي الأصول الآسيوية و0.04% من سكان جزر المحيط الهادئ و0.26% من الأعراق الأخرى و1.64% من عرقين مختلطين أو أكثر و1.44% من الهسبانيون أو اللاتينيون من أي عرق.
بلغ عدد الأسر 2,192 أسرة كانت نسبة 27.4% منها لديها أطفال تحت سن الثامنة عشر تعيش معهم، وبلغت نسبة الأزواج القاطنين مع بعضهم البعض 34.3% من أصل المجموع الكلي للأسر، ونسبة 13.2% من الأسر كان لديها معيلات من الإناث دون وجود شريك، بينما كانت نسبة 5.9% من الأسر لديها معيلون من الذكور دون وجود شريكة وكانت نسبة 46.6% من غير العائلات. تألفت نسبة 39.6% من أصل جميع الأسر من عدة أفراد يعيشون في نفس المنزل ونسبة 18.3% كانت تتألف من شخص يعيش بمفرده يبلغ من العمر 65 عاماً أو أكثر. وبلغ متوسط حجم الأسرة المعيشية 2.20، أما متوسط حجم العائلات فبلغ 2.97.
بلغ العمر الوسطي للسكان 41.1 عاماً. وكانت نسبة 22.7% من القاطنين تحت سن الثامنة عشر، وكانت نسبة 7.6% بين الثامنة عشر والرابعة والعشرين عاماً، ونسبة 24.4% كانت واقعةً في الفئة العمرية ما بين الخامسة والعشرين والرابعة والأربعين عاماً، ونسبة 27.2% كانت ما بين الخامسة والأربعين والرابعة والستين، ونسبة 18.2% كانت ضمن فئة الخامسة والستين عاماً فما فوق. وتوزع التركيب الجنسي للسكان بنسبة 46.9% ذكور و53.1% إناث.

## أعلام
- فريدريك جاي كلارك
- إدوارد باتلر
- واين ليفي
- آن ماركوس